# ペトル・コウバ
ペトル・コウバ（Petr Kouba、1969年1月29日 - ）は、チェコ・プラハ出身の元同国代表サッカー選手、現サッカー指導者。ポジションはゴールキーパー。実父のパヴェル・コウバも同じくサッカー選手であり、ゴールキーパーを務めた。

## 経歴

### クラブ
ボヘミアンズ・プラハでデビューし、1991年にACスパルタ・プラハへ加入すると、5シーズンの間にリーグ優勝4回（1990-91、1992-93、1993-94、1994-95）、カップ優勝1回に貢献した。1993年にはチェコ年間最優秀選手賞に選ばれた。
1996年、チェコ代表としてイングランドで開催されたUEFA EURO '96に出場した後、同年夏にスペインのデポルティーボ・ラ・コルーニャに加入した。
1997年にドイツの1.FCカイザースラウテルンへレンタル移籍をしたが、このころから慢性的な膝の怪我に悩まされるようになった。1998年4月15日には治療のためステロイド薬を用いたとしてドイツサッカー連盟から4週間の出場停止処分を受けた。その後、FKヴィクトリア・ジジュコフへのレンタルを経て、ラ・コルーニャへ復帰したが、通算6試合に出場したのみで退団した。
2001年に加入したFKバウミト・ヤブロネツでは、チームを前シーズンの12位から9位に押し上げる原動力となった。2002年6月、古巣のスパルタ・プラハに復帰し3年契約を締結。翌2003年に5度目のリーグ優勝を経験した後、2005年に現役を引退した。

### 代表
代表レベルでは1991年1月30日に行われたオーストラリア代表との国際親善試合でチェコスロバキア代表デビュー。続く2月のオーストラリア代表戦ではフル出場、3月のポーランド代表戦は15分間のみの出場となったが、3試合連続で無失点に抑える活躍を見せた。
1993年1月にチェコスロバキア分離が実施されると、1994年以降はチェコ代表としてプレーし、1996年にイングランドで開催されたUEFA EURO '96では正キーパーとして全6試合に出場し、準優勝を果たした。その後、1998年11月18日に行われたイングランド代表との国際親善試合が最後の代表出場となった。チェコスロバキア代表とチェコ代表を含めた通算成績は国際Aマッチ40試合出場0得点。

### 引退後
引退後はサッカー指導者となり、2005年1月からスパルタ・プラハのユースチームのキーパーコーチ兼Bチームのヘッドコーチを務めた。その後はチェコサッカー協会に入り、各年代のキーパーコーチを務め、2015年に地元開催されたUEFA U-21欧州選手権2015ではU-21チェコ代表のキーパーコーチを務めた。このほか、自身のゴールキーパースクールを経営した。
2021年時点では、チェコ協会などが設立した14歳から15歳の選手育成を目的としたユースアカデミーのアカデミー部員兼ゴールキーパーコーチを務めている。